# Nevšední humoreska
Nevšední humoreska (ve slovenském originále Nevšedná humoreska) je jediná opera
slovenského skladatele Oty Ferenczyho. Vznikla v roce 1967 na libreto, které si napsal skladatel sám podle jednoaktové komedie německého dramatika Curta Goetze Mrtvá teta (Die tote Tante) z roku 1924. Poprvé byla vysílána bratislavskou redakcí Československého rozhlasu roku 1968, scénickou premiéru měla následně ve Státním divadle Košice. Autor ji označil jako „studie ze všedního života dětí a dospělých“.

## Vznik a charakteristika opery
Nevšední humoreska je jedinou operou slovenského skladatele Oty Ferenczyho. Ten vedle skladatelské činnosti od roku 1951 působil na Vysoké škole múzických umění v Bratislavě, kde přednášel a bádal v oboru hudební teorie. Ve své tvorbě byl přívržencem neoklasicismu a vymezoval se proti tzv. Novákově škole zakladatelů slovenské klasické hudby Suchoně, Moyzese a Cikkera. Zejména jejich operní díla, využívající folklórní a historické motivy (Krútňava, Svätopluk, Juro Jánošík, Beg Bajazid) a řešící hluboké mravní otázky hříchu a pokání (Krútňava, Svätopluk, Vzkříšení, Mister Scrooge) považoval za konzervativní; konkrétně nejúspěšnější z nich, Krútňava, pro něj byla „eklatantním příkladem duchaubíjející slovenské «fatálnosti», rapsodičnosti a baladičnosti, výrazem deprese“ (Vladimír Bokes). Proto i ve své jediné opeře zvolil Ferenczy radikálně odlišný přístup: neodehrává se na folklórem oplývajícím venkově ani v romantizované minulosti, ale na současném maloměstě, má komorní rozměry, převládá humor a satira a údajně vysoké, ve skutečnosti maloměšťácké mravní ideály jsou v ní zesměšňovány a podrývány. Namísto konečné katarze spjatého u Suchoně a Cikkera s mravním přerodem hrdinů zakončuje Nevšední humoresku sextet hlavních postav vyjadřující ulehčení, že se díky shodě okolností morálnímu rozhodování mohly vyhnout.
Nevšední humoreska považována za první slovenskou komickou operu (buffu), (i když před ní již byla uvedena komická opera Tibora Andrašovana Šibal Geľo). Skladatel pro ni využil komickou aktovku z počátku kariéry německého dramatika a populárního divadelního i filmového herce Curta Goetze, jejíž dějiště přenesl z Německa na slovenské meziválečné maloměsto. Kritik a muzikolog Jaroslav Blaho o ní v dobové recenzi napsal: „Goetzovu sarkastickou frašku s neklamnými znaky německého poválečného expresionismu (groteskní prvky), koncipovanou téměř až do syrového výsměchu maloměšťáctví, lokalizoval skladatel do slovenských poměrů. [...] Současně nahradil výrazové prostředky frašky postupy kritickorealistické divadelní poetiky. I tak mu však zbylo dost prostoru, aby na pozadí snah maloměšťácké rodiny o tučné dědictví demaskovala zesměšnil dosud přetrvávající neduhy společenského života – přetvářku, neupřímné puritánství, přehnaně ‚mravnou‘ výchovu v maloměšťáckých rodinách, svatouškovství, rodičovský despotismus, ziskuchtivost a touhu po majetku, která všechny ‚zásady‘ nejednou staví na hlavu.“ Ferenczy text navíc obohatil narážkami na některé známé opery.
Nevšední humoreska je napsána ve stylu hudebního neoklasicismu; muzikolog Igor Varga zmiňuje inspiraci Igorem Stravinským, Sergejem Prokofjevem, Paulem Hindemithem a Benjaminem Brittenem. Typickým neoklasickým prvkem (jako například v Stravinského Životě prostopášníka) je například závěrečná „děkovačka“, v níž postavy vystupují ze svých rolí a zpívají závěrečné mravní ponaučení na rozmarný fugový motiv a na slova básníka Jána Smreka. Po vzoru klasické italské opery buffy má děj rychlý spád a střídají se v něm komické – až groteskní – a lyrické epizody. Varga vyzdvihuje Ferenczyho „výrazovou eleganci, brilantnost, smysl pro dramatičnost, nesentimentální lyriku a intelektuální humor“, jakož i jeho „bohatou invenčnost a profesionální kompoziční práci“; podobně Ľubomír Chalupka zmiňuje jeho „kultivovaný nadhled, plastičnost výrazových kontrastů a radost z muzicírování“. Deklamace zpívané slovenštiny v Nevšední humoresce je natolik vzorná, že až podtrhuje pedantičnost maloměšťáckého profesorského prostředí. Jistou slabinou opery je příliš sytá instrumentace, která není dostatečně diferencovaná a navíc v divadelní praxi ztěžuje porozumění zpívanému slovu. Jiří Bajer v recenzi liberecké inscenace rovněž upozorňoval, že drama poněkud dominuje nad hudbou: „skeletem kompozice není forma hudební, nýbrž příběh s jeho bystrými dialogy a groteskními situačními změnami. […] Nevšední humoreska je hudebním dílem v tom smyslu, že hudba tvoří jakýsi výrazový kontrapunkt k názornému anekdotickému příběhu.“
Opera Nevšední humoreska trvá něco přes hodinu, a proto je v rámci divadelní večera nutné ji kombinovat s jiným dílem. V košickém nastudování byla hrána s Pucciniho operou Sestra Angelika. Oto Ferenczy dlouho uvažoval o další aktovce na Čechovův námět, která by Nevšední humoresku doplnila na celovečerní program, ale tento plán nakonec neuskutečnil.
Roku 1969/1970 natočil tuto operu jako televizní inscenaci pro Československou televizi Bratislava režisér Miroslav Fischer; tato inscenace měla premiéru 31. března 1971. Roku 1971 za ni Ferenczy obdržel státní cenu Klementa Gottwalda. 8. prosince 1973 Nevšední humoresku v kombinaci s buffo aktovkou irského skladatele Gerarda Victoryho Podivný dárek uvedlo v české premiéře Divadlo F. X. Šaldy v Liberci.

## Osoby a první obsazení
| osoba                                                       | hlasový obor   | rozhlasová premiéra (1968) | scénická premiéra (25. října 1969)                                                     | česká premiéra (8. prosince 1973) |
| ----------------------------------------------------------- | -------------- | -------------------------- | -------------------------------------------------------------------------------------- | --------------------------------- |
| Florián Vrabec, profesor                                    | baryton        | René Tuček                 | Ladislav Neshyba st.                                                                   | Miloslav Podskalský               |
| Marta Vrabcová, jeho žena                                   | mezzosoprán    | Nina Hazuchová             | Mária Adamcová                                                                         | Marie Bubeníčková                 |
| JUDr. Martin Horniak, Martin bratr                          | baryton        | Juraj Martvoň              | Karol Mareček                                                                          | František Dáňa                    |
| Msgre. Krištof Bučko, farář                                 | tenor          | Jiří Zahradníček           | Ladislav Pačaj                                                                         | Jiří Cée                          |
| Ing. Dušan Gajdoš, Milenin nápadník                         | tenor          | Gustáv Papp                | Stanislav Martiš                                                                       | Jaroslav Marek                    |
| Zuzka, služebná                                             | mezzosoprán    | Anna Križanská             | …                                                                                      | Svatava Slavíčková                |
| Milena, jejich dcera                                        | soprán         | Maria Plvačková            | Lucia Ganzová(-Holoubková) / Božena Hanáková                                           | Jarmila Jonešová                  |
| Další děti Vrabcových: Cyprián Jonáš Severín Celestína Oľga | dětské soprány | dětský sbor                | Vojtech Schrenkel Rozália Slaninová František Pavúk Marienka Adamcová Katka Brunáriová | členové pěveckého sboru Severáček |
| Dirigent:                                                   | Dirigent:      | Otakar Trhlík              | Ladislav Holoubek                                                                      | Jindřich Bubeníček                |
| Režie:                                                      | Režie:         | –                          | Drahomíra Bargárová                                                                    | Oldřich Mrňák                     |
| Scéna:                                                      | Scéna:         | –                          | Ladislav Šestina                                                                       | Jaroslav Malina                   |
| Kostýmy:                                                    | Kostýmy:       | –                          | Štefánia Jurášová                                                                      | Anna Makovcová                    |

## Děj opery
Odehrává se na malém slovenském městě v meziválečném období.
V domě váženého gymnaziálního profesora Floriána Vrabce prostírají jeho žena Marta a dcera Milena k večeři, na niž jsou pozváni také farář Bučko a profesorův švagr, advokát Horniak. Profesor Vrabec je zásadovým vyznavačem přísné kázně a neposkvrněné morálky a oběma hostům při večeři hrdě předvádí poslušnost a způsobnost svých šesti dítek.
Poté, co jsou děti poslány zpět do svých pokojů, zmiňuje farář Bučko zapovězené téma – profesorovu dceru. Ta kdysi jako mladá dívka otěhotněla a způsobila tak hanbu celé počestné rodině Vrabcových. Zejména na naléhání bratra Floriána byla z rodiny vyobcována a odešla do ciziny; od té doby o ní profesorova rodina neslyšela. Svůj tvrdý postoj profesor dosud brání před námitkami svého švagra a jejich hádku musí uklidnit farář Bučko.
Ten prozrazuje, že má noviny týkající se Vrabcovy sestry. Její nemanželské dítě zemřelo, ale ona sama v cizině nakonec velmi zbohatla a nyní sama skonala. Farář je vykonavatelem její závěti. V ní odkázala Vrabcova sestra veškerý svůj majetek své nejstarší neteři Mileně, ale pod podmínkou, že se ještě před svou zletilostí, do jednoho roku, stane sama matkou nemanželského dítěte.
Manželé Vrabcovi jsou nemravnou podmínkou velmi pohoršeni a rozhořčeni. Když hosty vyprovodí, probírají spolu situaci. Podmínka je sice proti morálním zásadám přísného profesora i jeho upjaté choti, na druhé straně dědictví, které jim kyne, je velkým lákadlem, kterému by bylo možná třeba tyto zásady obětovat.
Přichází Milenin nápadník ing. Dušan Gajdoš. Je to cudný a ostýchavý mladík. Milena ho představuje rodičům. Profesor Vrabec nápadníka zkoumá a snaží se mu vnuknout myšlenku, že by se mohl s Milenou tělesně sblížit, ba i zplodit potomka, ještě před sňatkem. Inženýr Gajdoš však narážky nejprve nechápe a posléze se takovému pomyšlení pohoršeně brání; rovněž pro přísně vychovanou Milenu je to nepředstavitelné.
Profesor Vrabec je v koncích a vidina dědictví se rozplývá. Ale informuje se o nápadníkovi ještě blíže a dozvídá se překvapivé tajemství – Gajdoš je již otcem nemanželského dítěte, jehož matka zemřela. Vrabcovi rozhořčeně vytýkají inženýrovi nemravnost a i Milena plačky vyčítá svému nápadníkovi, co to před ní zatajil. Ale ukáže se, že tento zvrat vyřeší všechny problémy. Milena si může svého inženýra vzít ve vší počestnosti a tím se současně stát – třebaže nevlastní – matkou nemanželského dítěte. Všichni si rozradostněně připíjejí na štěstí nastávajících i na dědictví po tetě.

## Instrumentace
Tří flétny (jedna současně pikola), tři hoboje (jeden současně anglický roh), dva klarinety, dva fagoty; čtyři lesní rohy, dvě trubky, tři pozouny, tuba; tympány, bicí souprava; harfa, celesta; smyčcové nástroje (housle, violy, violoncella, kontrabasy).